# Gainesville (Missouri)
Pour les articles homonymes, voir Gainesville.
La ville de Gainesville est le siège du comté d'Ozark, situé dans l’État du Missouri, aux États-Unis. Sa population s’élevait à 18 680 habitants lors du recensement de 2010, estimée à 732 habitants en 2017.

## Démographie
| Groupe            | Gainesville | Missouri | États-Unis |
| ----------------- | ----------- | -------- | ---------- |
| Blancs            | 96,5        | 82,8     | 72,4       |
| Métis             | 1,6         | 2,1      | 2,9        |
| Amérindiens       | 1,4         | 0,5      | 0,9        |
| Afro-Américains   | 0,1         | 11,6     | 12,6       |
| Autres            | 0,4         | 3,0      | 11,2       |
| Total             | 100         | 100      | 100        |
|                   |             |          |            |
| Latino-Américains | 1,7         | 3,6      | 16,4       |

Selon l’American Community Survey, pour la période 2011-2015, 99,03 % de la population âgée de plus de 5 ans déclare parler l'anglais à la maison et 0,97 % l'allemand.